# Zemfira

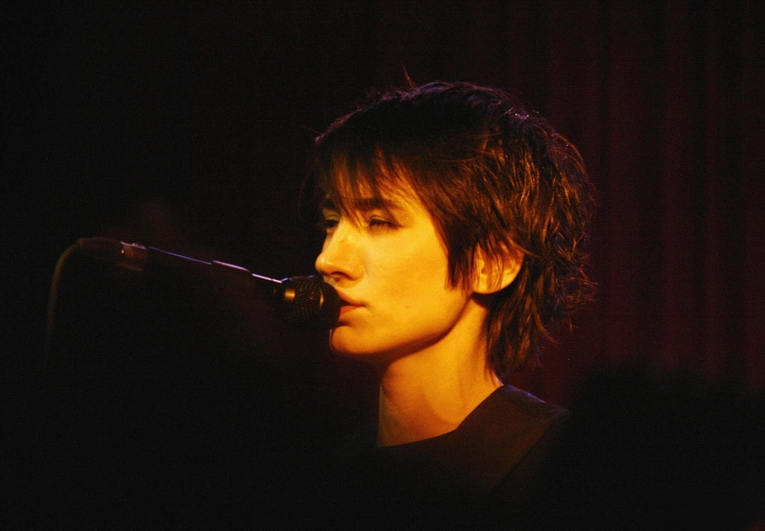
Zemfira

Zemfira Talgatovna Ramazanova (26. srpna 1976, Ufa) je současná ruská zpěvačka, muzikantka, básnířka a skladatelka. Je zakladatelkou a sólistkou kapely „Zemfira“.

## Dětství a dospívání
Narodila se v roce 1976 v hlavním městě Baškortostánu Ufě do tatarsko-baškirské rodiny. Otec Talgat Talchojevič Ramazanov je učitelem dějepisu, matka Florida Chakjevna je rehabilitační lékařka.
19 let svého života věnovala Zemfira hudbě. Když jí bylo pět let, matka ji přihlásila do hudební školy, kde se vzdělávala v oboru klavír, a tam byla také přijata do sboru jako vokalistka. Tehdy poprvé vystoupila i v televizním vysílání, když zazpívala sólo o červíčkovi v baškirské televizi. Už ve školním věku Zemfiru přitahovala rocková hudba, poslouchala kapely jako Black Sabbath, Nazareth a Queen. V seznamu jejích prvních hudebních prací je také skladba o lásce k skupině Black Sabbath. Ve škole Zemfira stíhala současně navštěvovat sedm různých kroužků, avšak nejvíce se věnovala hudbě a košíkové. Hudební školu vystudovala s vyznamenáním a začátkem devadesátých let se stala kapitánkou ženského juniorského basketbalového týmu Ruska – i přes to, že nebyla moc vysoká (její současná výška je 173 cm).
Současně se Zemfira učila hrát na kytaru a přímo na ulici hrála písně od skupin Kino, Akvarium a Nautilus Pompilius. Po dokončení školy se ocitla před těžkým rozhodnutím – hudba, nebo basketbal. Zvolila si hudbu a hned poté nastoupila do druhého ročníku umělecké školy v Ufě, kterou vystudovala s červeným diplomem v oboru estrádní hlas.
Zemfira mívá pravidelné problémy se středním uchem a nezřídka musí být i hospitalizována. Její nemoc nelze úplně vyléčit. V případech, kdy zpěvačka potřebovala oddech a čas na rozmyšlenou, poprosila známé doktory jedné z ufských nemocnic, zdali by jí nemohli poskytnout nemocniční lůžko – vždy jí bylo vyhověno.

## Kariéra

### 1996–1997
Zemfira pracuje v ufském rádiu Evropa plus, kde natáčí reklamní spoty. V této době také zkouší psát v programu Cakewalk písně, které se následně dostanou i na její první desku.
První skladby: Снег (Sníh), Почему (Proč), Синоптик (Meteorolog), Петарды (Petardy).
Prvním partnerem Zemfiry se stává baskytarista Rinat Achamdiev. Spolu se rozhodují natočit minimum písní, se kterými pak budou moci vystupovat při svátcích, což vyhovuje i radiostanici Evropa plus. Rinat posléze přivádí bubeníka Sergeje Sozinova a začínají společné zkoušky, na kterých Zemfira střídavě hraje na kytaru a klávesy. S příchodem klávesisty Sergeje Miroljubova je kapela téměř kompletní, chybí však sólový kytarista. Stává se jím Vadim Solověv, který se ke kapele přidává po jednom z koncertů. Tak se postupně zjevuje na scéně skupina Zemfira.